# Шарунас Марчуљонис
Шарунас Марчуљонис (литв. Šarūnas Marčiulionis; Каунас, 13. јун 1964) је бивши литвански кошаркаш. Играо је на позицији бека.

## Каријера
Каријеру је започео у клубу Статиба из Виљнуса где је био до 1989. године када одлази у НБА. Заиграо је за Голден Стејт вориорсе и био члан екипе до 1994. Након повреда и дуже паузе, Марчуљонис је прешао у Сијетл суперсониксе 1994, а након годину дана у Сакраменто кингсе, а каријеру је завршио је у Денвер нагетсима након сезоне 1996/97.
Четири пута је био спортиста године у Литванији, најбољи кошаркаш Европе 1988, изабран је и међу 50 најбољих европских играча, а 1995. је био најкориснији играч Евробаскета на којем је Литванија изгубила у финалу од СР Југославије. Са репрезентацијом Литваније је освојио бронзану медаљу на Олимпијским играма 1992. у Барселони а исти успех је поновио и четири године касније на ОИ у Атланти. Са Совјетским Савезом је освојио златну медаљу на ОИ 1988. у Сеулу.